# Lauri Airila
Lauri Aarno Airila, född den 10 november 1902 i Viborgs landskommun, död den 29 juli 1979 i Helsingfors, var en finländsk militär.
Airila avlade studentexamen 1924 och examen från kadettskolan 1927. Han bedrev studier vid krigsakademien 1942. Airila var yngre officer och kompanichef vid Savolaxbrigaden 1927–1932, chef för Helsingfors kommandokompani 1932–1936, vid Första divisionens stab 1936–1938, kompanichef och bataljonschef på Karelska näset 1939–1940, generalstabsofficer vid militärlänsstab 1940–1941, chef för operativa avdelningen och stabschef vid division samt batajons- och stridsgruppskommendör på Karelska näset, Norra Aunus, vid Syväri och i Ladoga-Karelen 1941–1944, stabschef för militärlän 1944–1945, byrå- och avdelningschef vid huvudstaben 1947–1955, chef för Joensuu militärdistrikt 1955–1957, kommendör för Tavastehus militärlän 1958–1960 samt generalkvartermästare och generalmajor 1960–1962. Han var programchef vid Rundradion 1963–1969.